# 穗三毛
穗三毛（学名：Trisetum spicatum），为禾本科三毛草属下的一个植物种。